# La Ballade de Buster Scruggs
Pour plus de détails, voir Fiche technique et Distribution.
La Ballade de Buster Scruggs (The Ballad of Buster Scruggs) est un western à sketches américain écrit et réalisé par Joel et Ethan Coen, et sorti en 2018.
Après sa projection en avant-première à la Mostra de Venise 2018, le long-métrage est diffusé sur Netflix fin 2018 notamment en France et aux États-Unis.

## Synopsis
Le livre The Ballad of Buster Scruggs and Other Tales of the American Frontier, illustré, s'ouvre pour raconter plusieurs histoires.

### La Ballade de Buster Scruggs
Buster Scruggs, un joyeux cowboy chantant vêtu de blanc, arrive dans une cantine isolée pleine de hors-la-loi où il échange des insultes avec un autre client avant de tirer sans effort sur tout le monde alors qu'ils cherchent leurs armes. Il se promène ensuite dans Frenchman's Gulch et entre dans un saloon, laissant ses armes à la porte pour se conformer à sa politique d'interdiction des armes à feu. Il rejoint une partie de poker qu'un joueur a soudainement quittée, mais découvre que ce dernier a quitté son siège après avoir reçu la fameuse « main de l'homme mort », que les autres joueurs insistent pour que Buster joue, maintenant qu'il a vu les cartes. Lorsque ce dernier refuse, un grand joueur menaçant nommé Joe se lève et dégaine un pistolet dissimulé. Après avoir échoué à persuader Joe de mettre fin à la confrontation, Buster donne à trois reprises un coup de pied sur une planche lâche sur la table de poker, ce qui fait lever la main de l'arme de Joe de sorte que son pistolet pointe vers l'arrière et se décharge sur son visage. Après s'être tiré une balle à trois reprises, Joe tombe, mort. Buster brise la tension du bar avec une chanson bruyante sur « Surly Joe », pour le plus grand plaisir des clients.
Le frère de Joe arrive consterné et défie Buster lors d'un duel dans la rue. Celui-ci accepte volontiers et commence à tirer sur chacun des doigts de la main droite de son adversaire avant de l'achever avec style avec le sixième coup lancé par-dessus l'épaule à l'aide d'un miroir. Un jeune cow-boy chantant vêtu de noir arrive alors en ville et défie poliment Buster. Celui-ci accepte encore volontiers mais, à sa grande surprise, le jeune homme est encore plus rapide et lui tire une balle dans le front. Buster examine la blessure à l'aide de son miroir avec incrédulité avant de s'effondrer, admettant en voix off qu'il aurait dû prévoir que « vous ne pouvez pas être le meilleur tireur pour toujours ». Le jeune homme et Buster chantent ensuite un duo doux-amer intitulé « Quand un cow-boy échange ses éperons contre des ailes » alors que son esprit s'élève de son corps et flotte vers le ciel, avec des ailes d'ange et une lyre, et exprimant l'espoir d'un endroit au Ciel où « les gens sont meilleurs qu'ils ne le sont sur Terre ».

### Près d'Algodones
Un cow-boy tente de braquer une banque. Mais le vieux guichetier se défend bec et ongles et le cowboy se retrouve sur le point d'être pendu par le shérif. Une attaque de Comanches lui permet cependant d'échapper à ce sort. Mais son destin va vite le rattraper.

### Ticket repas
Un imprésario conduit son spectacle ambulant de ville en ville. Il ne produit qu'un seul artiste, le jeune Harrison, qui n'a ni bras ni jambes. Ce dernier récite des poèmes comme Ozymandias ou raconte l'histoire de Caïn et Abel, des œuvres de William Shakespeare ou encore le discours de Gettysburg d'Abraham Lincoln, mais devant un public trop peu nombreux. L'argent vient à manquer.

### Gorge dorée
Un vieil orpailleur part à la recherche d'un filon d'or dans une magnifique vallée.

### La Fille qui fut sonnée
Alice Longabaugh et son frère Gilbert partent dans un convoi de caravanes pour l'Oregon. Elle doit y épouser le futur associé de son frère. Après le décès brutal de ce dernier, elle est dans l'incapacité de payer leur commis. Avec l'aide de Billy Knapp, qui mène le convoi avec M. Arthur, elle tente de trouver une solution.

### Les Restes mortels
Au coucher du soleil, cinq personnes, un Anglais (Thigpen), un Irlandais (Clarence), un Français (René), une dame (Mme Betjeman) et un trappeur de fourrures, se rendent à Fort Morgan, Colorado, en diligence. Thigpen dit que lui et Clarence parcourent souvent cette route « en transportant du fret », faisant allusion à un cadavre sur le toit, mais il ne précise pas la nature de leur activité.
Le trappeur raconte sa relation passée avec une femme Hunkpapa alors qu'aucun des deux ne connaissait la langue de son conjoint mais parvenait à communiquer en comprenant ses émotions, ce qui l'a amené à conclure que les gens sont tous pareils dans leurs besoins fondamentaux, tout comme les animaux qu'il piège. Mme Betjeman, une fervente chrétienne, rétorque avec indignation qu'il n'y a que deux sortes de personnes, les droites et les pécheresses, et explique qu'elle le sait parce que son mari, qu'elle va rencontrer après trois ans de séparation, est un retraité. Conférencier sur « l'hygiène morale et spirituelle », René défie sa dichotomie et la simplification excessive du trappeur avec des réflexions sur la nature unique et subjective des expériences humaines. À titre d'exemple, René se demande si M. Betjeman conçoit l'amour de la même manière que Mme Betjeman, conjecturant que s'il ne le fait pas, peut-être ne lui est-il pas resté fidèle pendant leur séparation.
Mme Betjeman devient apoplectique et René crie par la fenêtre pour qu'on arrête la diligence, mais le conducteur ne s'arrête pas. Thigpen explique que la politique de la compagnie de diligence est de ne s'arrêter pour aucune raison. Clarence chante la chanson folklorique douce-amère « The Unfortunate Lad », qui calme Mme Betjeman. Lui et Thigpen se révèlent alors être des « moissonneurs » (chasseurs de primes). Thigpen dit au groupe que leur méthode habituelle est, pour lui, de distraire leurs cibles avec des histoires pendant que Clarence les « frappe ». Thigpen remarque qu'il aime les regarder mourir, en particulier l'expression dans leurs yeux alors qu'ils « négocient le passage » et « essaient de lui donner un sens ».
Les trois autres sont visiblement perturbés par cela lorsqu'ils arrivent à l'hôtel sombre et inquiétant de Fort Morgan où ils séjourneront tous. Ils restent dans la diligence tandis que Thigpen et Clarence transportent le cadavre dans l'hôtel et montent son escalier, qui est brillamment éclairé d'en haut par une lumière blanche. Ils débarquent ensuite lentement et la diligence repart sans qu'aucun bagage ne soit déchargé. Mme Betjeman et le trappeur franchissent prudemment la porte de l'hôtel. René s'arrête pour regarder le cocher s'éloigner puis dresse son haut-de-forme de biais et entre d'un air résigné et amusé en fermant les portes derrière lui.

## Fiche technique
Sauf indication contraire, les informations mentionnées dans cette section peuvent être confirmées par la base de données cinématographiques IMDb,  présente dans la section « Liens externes ».
- Titre original : The Ballad of Buster Scruggs
- Titre français : La Ballade de Buster Scruggs
- Réalisation et scénario : Joel et Ethan Coen
- Musique : Carter Burwell
- Direction artistique : Steve Christensen et Chris Farmer
- Décors : Jess Gonchor (en)
- Costumes : Mary Zophres
- Photographie : Bruno Delbonnel
- Montage : Roderick Jaynes
- Production : Joel et Ethan Coen, Megan Ellison, Sue Naegle et Robert Graf
- Société de production : Annapurna Pictures
- Société de distribution : Netflix
- Pays de production :  États-Unis
- Langue originale : anglais
- Format : couleur — Digital Cinema Package — 1,85:1 — son Dolby Digital / Dolby Digital 5.1 — caméras Arri Alexa
- Genre : western, comédie dramatique, film à sketches
- Durée : 132 minutes[1]
- Dates de sortie :
  - Italie : 31 août 2018 (Mostra de Venise)
  - Monde : 16 novembre 2018 (sur Netflix)
- Classification :
  - États-Unis : R

## Distribution

### La Ballade de Buster Scruggs
- Tim Blake Nelson (VF : Laurent Morteau) : Buster Scruggs
- Willie Watson : le Kid
- Clancy Brown (VF : Charles Uguen) : Çurly Joe
- David Krumholtz : le Français dans le saloon
- Tom Proctor : la brute de la cantina

### Près d'Algodones
- James Franco (VF : Anatole de Bodinat) : le cowboy
- Stephen Root (VF : Philippe Peythieu) : le guichetier
- Ralph Ineson : l'homme en noir

### Ticket repas
- Liam Neeson (VF : Frédéric van den Driessche) : l'impresario
- Harry Melling (VF : Nathanel Alimi) : Harrison, l'artiste

### Gorge dorée
- Tom Waits (VF : José Luccioni) : le chercheur d'or
- Sam Dillon : le jeune homme

### La Fille qui fut sonnée
- Zoe Kazan (VF : Margaux Laplace) : Alice Longabaugh
- Bill Heck (VF : Damien Ferrette) : Billy Knapp
- Grainger Hines (VF : Pascal Germain) : M. Arthur
- Jefferson Mays (VF : Jérémy Prévost) : Gilbert Longabaugh

### Les Restes mortels
- Tyne Daly (VF : Josiane Pinson) : la femme de la diligence
- Brendan Gleeson (VF : Achille Orsoni) : Clarence, l'Irlandais
- Jonjo O’Neill (VF : Pascal Nowak) : Thigpen, l'Anglais
- Saul Rubinek (VF : Bernard Alane) : René, le Français
- Chelcie Ross (VF : Jean-François Vlérick) : le trappeur

## Production
Le tournage a notamment lieu dans le Panhandle du Nebraska où des locaux sont recrutés comme figurants. L'équipe s'est également rendue au Nouveau-Mexique, là où les frères Coen avaient tourné No Country for Old Men et True Grit.
Finalement, en juillet 2018, lors de l'annonce de la sélection de la compétition officielle de la Mostra de Venise 2018, Netflix annonce que le nouveau long-métrage des frères Coen sera diffusé à la fin de l'année 2018. En novembre 2018, au moment de la diffusion du film sur Netflix, Joel Coen confirme que le projet a toujours été vu comme un long-métrage à sketchs. Il déclare, par ailleurs, ne pas s'intéresser au format série télévisée : « Ce que je ne comprends, pas avec les séries, et je crois que c'est difficile pour nous deux, c'est que les films ont un début, un milieu et une fin. Mais les histoires ouvertes ont un début, un milieu et, ensuite, elles s'épuisent jusqu'à la mort. Elles n'ont pas vraiment de fin. Et réfléchir comme ça dans le contexte d'une histoire est très étrange, comparé à la façon dont nous imaginons les choses ».

## Accueil
Sur l'agrégateur américain Rotten Tomatoes, le film obtient 92 % d'opinions favorables pour 137 critiques, avec une note moyenne de 7,7⁄10. Sur Metacritic, le film récolte une note moyenne de 79⁄100 pour 38 critiques.

## Distinctions

### Récompenses
- Mostra de Venise 2018 : Prix du meilleur scénario

### Nominations
- Oscars 2019 :
  - Meilleur scénario adapté
  - Meilleurs costumes
  - Meilleure chanson originale pour When A Cowboy Trades His Spurs For Wings